# Зыгмантович, Андрей Викентьевич
Андре́й Вике́нтьевич Зыгманто́вич (бел. Андрэй Вікенцьевіч Зыгмантовіч; род. 2 декабря 1962, Минск) — советский и белорусский футболист, защитник и полузащитник. Мастер спорта СССР (1982).

## Карьера

### Клубная
Воспитанник детско-юношеской школы СДЮШОР-5 (Минск). Первый тренер — Олег Базарнов.
В чемпионате СССР выступал в 1980-х годах за минское «Динамо», в составе которого стал чемпионом в 1982 году. В сезоне 1991/92 выступал за голландский «Гронинген». Из-за разногласий с руководством клуба контракт продлён не был. В 1992 году вернулся в «Динамо». В феврале 1993 заключил контракт с испанским «Расингом», помог клубу выйти в высшую лигу. В Испании выступал до середины 1996 года.

Физически, сильный, выносливый, Зыгмантович отличался хорошей позиционный игрой, жёсткостью в единоборствах, умением вести борьбу за верховые мячи и высокими волевыми качествами.— 

### В сборной
За олимпийскую сборную СССР провёл 1 матч. За первую сборную СССР провёл 36 матчей, забил 3 мяча. Участник чемпионата мира 1990 года. Сыграл 9 матчей за сборную Беларуси, в том числе и в историческом для сборной победоносном поединке с Нидерландами 7 июня 1995 года, окончившемся минимальным выигрышем хозяев поля.

### Тренерская
Работал главным тренером в белорусских клубах «Нафтан» и «Динамо» (Минск). С 2004 года был главным тренером юношеской сборной Беларуси. С апреля по июнь 2007 года тренировал МТЗ-РИПО. С июля 2007 по декабрь 2008 года — главный тренер литовского «Каунаса». С января 2010 года — старший тренер ДЮСШ клуба «Сибирь». В 2011—2012 годах являлся главным тренером клуба «Сибирь-2».

## Достижения

### В качестве игрока
«Динамо» (Минск)
- Чемпион СССР: 1982
- Бронзовый призёр чемпионата СССР: 1983
- Финалист Кубка СССР: 1987

### В качестве тренера
«Рух» Брест
- Победитель Второй лиги Беларуси: 2018

### Личные
- Футболист года в Беларуси (2): 1992, 1994
- В списке 33-х лучших футболистов СССР (5): № 2 (1984, 1988, 1989); № 3 (1983, 1985)